# Грушів (Обухівський район)
Грушів — село в Україні, у Обухівському районі Київської області, центр сільської Ради. Розташоване за 45 км від районного центру і залізничної станції Миронівка, за 6 км від пристані Ходорів (недіюча) на Дніпрі. Найближча залізнична станція — Кагарлик, за 25 км. Населення — 528 осіб. Сільраді підпорядковане села Дударі, Ходорів, Ведмедівка. Кількість дворів — 163. День села — на свято Вознесіння.

## Географія
Розташоване за 45 км від районного центру і залізничної станції м. Миронівка, за 6 км від р. Дніпро, що в с. Ходорів. Площа села — 19,28 км². Грушівській сільській раді підпорядковані села: Ведмедівка, Ходорів та Дударі.
Грушівська сільська рада —

## Герб
Опис: «На червоному срібна груша у супроводі трьох зелених листків».
Груша з листками — села Грушів, Ведмедівка, Ходорів і Дударі, які всі разом творять сільську раду.

## Історія
Село Грушів засноване 1600. За раніших часів входило до складу Канівського повіту. Дідич — канівський староста Микола Василь Потоцький — фундував у селі церкву.
Клірові відомості, метричні книги, сповідні розписи церкви Вознесіння Господнього с. Грушів (Приписні села: прис. Медведівка з ц. Пресвятої Трійці) Богуславського, з 1846 р. Піївської волості Канівського пов. Київської губ. зберігаються в ЦДІАК України.
З 1917 — у складі Української Народної Республіки.
У квітні 1943 тут страчено 17 сталінських диверсантів. У роки війни село зазнало великих руйнувань, майже всі його будівлі були спалені сталіністами.
Село має будинок культури, бібліотеку, три продуктових магазини, один господарський магазин та фельшерско-акушерський пункт. Діє Грушівська ЗОШ І-ІІ ступенів в приміщенні якої знаходиться — музей бойової слави «Букринський плацдарм».

## Промисловість та освіта
У Грушеві — центральна садиба колгоспу «Червоний прапор». Виробничий напрям господарства — вирощування зернових культур і м'ясо-молочне тваринництво. Колгосп має 1811 га сільськогосподарських угідь, у тому числі 1344 га орної землі.
Село має клуб, бібліотеку. Діє дев'ятирічна загальноосвітня школа, музей бойової слави «Букринський плацдарм».